# 대호초등학교
대호초등학교는 대한민국 경기도 오산시에 있는 공립 초등학교이다.

## 학교 연혁
- 2004.01.05 대호초등학교 교명 지정
- 2005.03.01 12학급 대호초등학교 개교
- 2005.03.01 초대 남궁혁 교장 취임
- 2005.03.07 대호초등학교 병설유치원 개원(2학급)
- 2005.05.11 6학년 1학급 증설(13학급)
- 2005.09.13 3개 학년 3학급 증설(16학급)
- 2006.02.15 제1회 졸업식(70명 졸업)
- 2006.03.02 시업식 및 입학식(20학급)
- 2006.03.06 학급증설(25학급)
- 2008.03.01 제2대 이미용 교장 취임
- 2008.03.03 시업식 및 입학식(27학급)
- 2009.03.01 시업식 및 입학식(28학급)
- 2010.03.02 시업식 및 입학식(28학급, 유치원 3학급)
- 2011.02.16 제6회 졸업식(135명 졸업)
- 2011.03.01 제3대 조주현 교장 취임
- 2011.03.01 28학급 편성(병설유치원 3학급)
- 2012.02.05 제7회 졸업식(병설유치원 포함)
- 2012.03.01 27학급 편성(병설유치원 3학급)
- 2013.02.15 제8회 졸업식(132명 졸업)
- 2013.03.01 27학급 편성(병설유치원 3학급)
- 2013.09.01 제4대 황재수 교장 취임
- 2014.02.14 제9회 졸업식(143명 졸업)
- 2014.03.01 28학급 편성(병설유치원 3학급)
- 2025.03.01 개교 20주년